# Operazione Wallenstein
L'operazione Wallenstein fu una serie di rastrellamenti organizzati dai nazi-fascisti con lo scopo di eliminare i partigiani e allo stesso tempo rimettere sotto il proprio controllo il territorio che si trovava dietro la linea Gotica, nell'estate del 1944 durante la Campagna d'Italia svoltasi nella seconda guerra mondiale.

## Storia
Durante l'estate del 1944 le forze nazi-fasciste avevano perduto il controllo di molte aree montagnose grazie alle forze partigiane ma anche dall'avvicinamento del fronte di guerra da parte degli alleati sull'Appennino tosco-emiliano. Nonostante questa perdita territoriale, i tedeschi necessitavano di una grande forza di manodopera soprattutto per l'industria bellica nazista.
Con il nome in codice "Wallenstein" si intende una serie di rastrellamenti effettuati da forze nazi-fasciste in diverse aree:
- Wallenstein I (30 giugno-7 luglio), nell'area ad est del passo della Cisa fino alla strada statale 62 della Cisa;
- Wallenstein II (18-29 luglio), nelle aree della val di Taro e della valle del Ceno;
- Wallenstein III (30 luglio-7 agosto), nel territorio della Repubblica partigiana di Montefiorino posta tra la provincia di Reggio nell'Emilia e quella di Modena.

Prima del rastrellamento vero e proprio fu organizzato un bombardamento realizzato da membri del 131º reggimento della FlaK. Le massicce opere di rastrellamento iniziarono dalle aree appenniniche comprese tra i torrenti Enza e Baganza, dove la notte tra il 30 giugno e il 1º luglio furono "rastrellate" circa 2.500 persone di cui 1.100 furono deportate nella Germania nazista a lavorare nei loro campi di lavoro forzato. Inoltre tra il 18 e il 29 luglio a ovest della SS 62 i tedeschi ammazzarono circa 60 uomini andando ad aprire l'operazione Wallenstein II.
Le vie di comunicazione principali vennero sorvegliate da forze della polizia le quali si aggiunsero al rastrellamento. È il caso della III compagnia del 12. SS-Polizei-Regiment e della Feldgendarmerie, oltre a circa 60 soldati comandati dal tenente Herbert Andorfer appartenente alla Bandenbekämpfungskommando Andorfer delle SS. Dall'altra parte del torrente Enza, ovvero la sponda verso Reggio Emilia, vi era la compagnia Gendarmerie-Hauptmannschaft Umbrien-Marken.
Da parte invece delle truppe italiane presenti al rastrellamento, vi si trovavano soldati appartenenti alla Xª Flottiglia MAS e alla Guardia Nazionale Repubblicana (GNR).
In totale durante le tre operazioni Wallenstein furono uccise 156 persone, di cui 70 appartenenti a forze partigiane, e 1.798 deportate. Furono incendiati diversi paesi, tra cui:
- le frazioni di Moragnano e Rusino ai piedi del monte Fuso, nel comune di Tizzano Val Parma;
- le frazioni di Strela e Cereseto, nel comune di Compiano, e di Sidolo, nel comune di Bardi;
- le frazioni di Alpe, Setterone e Strepeto, nel comune di Bedonia.